# باتي ريان
باتي ريان (بالألمانية: Patty Ryan)‏ هي مغنية ألمانية، ولدت في 6 مايو 1961 في فوبرتال في ألمانيا.

## وصلات خارجية
- باتي ريان على موقع ميوزك برينز (الإنجليزية)
- باتي ريان على موقع ديسكوغز (الإنجليزية)